# Estación de televisión digital VTC
VTC Digital Television, también conocida como Vietnam Digital Television, abreviada como VTC o VTC Radio, es una emisora de televisión afiliada a la Voz de Vietnam (VOV). Es la primera emisora de televisión en Vietnam que transmite televisión digital y televisión digital terrestre. A pesar de no ser una emisora de televisión nacional, VTC tiene cobertura a nivel nacional y cumple funciones de divulgación en todos los ámbitos económicos, políticos y sociales, como una emisora de televisión nacional.

## Nombre
La abreviatura oficial actual de la estación es VTC, que proviene de la abreviatura de Vietnam Television Technology Investment and Development Company (en inglés: Vietnam Television Technology Investment and Development Company). Esta es también la empresa que estableció las bases para el desarrollo de VTC Radio. A partir de 2006, la empresa se reorganizó en VTC Multimedia Communications Corporation (nombre de transacción internacional: VTC - Multimedia Corporation), y la abreviatura se mantuvo como VTC. Después de separarse de VTC Multimedia Corporation, la abreviatura de la estación ha permanecido la misma hasta el día de hoy.

## La sede de Dai a través de los siglos
Desde 2004 hasta 2014, la sede de la estación se encontraba en 65 Lac Trung, distrito de Hai Ba Trung, Hanói. A partir de 2014 y hasta la fecha, la sede de la estación se ubica en 23 Lac Trung, distrito de Hai Ba Trung, Hanói, compartiendo instalaciones con VTC Corporation.

## Historia
El 1 de julio de 2001, la Compañía de Desarrollo e Inversión en Tecnología de Televisión de Vietnam realizó una prueba de transmisión que incluyó ocho programas de televisión, tanto nacionales como internacionales, en el canal de frecuencia 26 UHF. Esta transmisión se basó en la plataforma de televisión digital terrestre estándar DVB-T, que se consideró crucial para que el Gobierno utilizara como base en la planificación de la Estrategia de Desarrollo de la Industria de la Televisión de Vietnam basada en tecnología digital avanzada en el marco del Proyecto "Digitalización de la transmisión y radiodifusión de la televisión terrestre hasta el año 2020". La persona que sentó las bases para el desarrollo de la televisión digital VTC es el Dr. Thai Minh Tan, quien fue expresidente de la junta directiva y ex director general de VTC Multimedia Communications Corporation.
El 19 de agosto de 2004, con el propósito de supervisar y controlar el contenido de los programas internacionales, se estableció el Consejo Editorial de Televisión Digital, que contaba con un equipo editorial de aproximadamente 50 personas. Este día se considera la fecha de fundación de VTC Televisión Digital.
A finales de 2005, VTC se involucró en la transmisión en vivo de los 23º Juegos del Sudeste Asiático, marcando la primera ocasión en que VTC produjo programas deportivos. Posteriormente, VTC se consolidó gradualmente como una entidad importante en la industria de los medios en Vietnam al adquirir de manera continua los derechos de eventos deportivos destacados tanto en Vietnam como a nivel internacional. Entre estos eventos se incluyen la Copa del Mundo de 2006, el Campeonato de Fútbol del Sudeste Asiático 2007, la Copa Asiática de Fútbol 2007 (cuando Vietnam fue uno de los cuatro países anfitriones) y la exclusiva retransmisión de la Premier League inglesa durante tres temporadas consecutivas, desde 2007 hasta 2010.
El 4 de enero de 2006, en virtud de la Decisión N° 01/2006/QD-BBCVT del Ministerio de Correos y Telecomunicaciones (ahora Ministerio de Información y Comunicaciones), se creó la Compañía de Desarrollo e Inversión en Tecnología de Televisión de Vietnam, que luego se reorganizó en VTC Multimedia Communications Corporation (con el nombre abreviado VTC). Esta reorganización implicó una expansión de sus líneas de negocio y la fusión del Consejo Editorial de Televisión Digital, el Centro de Televisión Digital Terrestre y varias unidades de la Compañía para formar la Estación de Televisión Digital VTC. A partir de ese momento, Dai se convirtió en una unidad miembro de VTC Corporation.
El 7 de julio de 2008, se estableció oficialmente el periódico electrónico VTC News, el cual ha evolucionado para convertirse en uno de los periódicos electrónicos más leídos en Vietnam.
A finales de 2008, VTC Digital Television lanzó servicios de televisión digital de alta definición, que incluían la transmisión de tres canales completamente vietnamitas y cinco canales extranjeros en formato de alta definición (HDTV).
Con el objetivo de fortalecer la posición de la estación de televisión digital VTC y permitir que VTC Corporation concentre sus recursos y esfuerzos en sus actividades principales, a partir del 1 de enero de 2014, VTC Radio se separó oficialmente de VTC Corporation y se transformó en una agencia de servicio público que operaba bajo la supervisión del Ministerio de Información y Comunicaciones, de acuerdo con el Decreto 132/2013/ND-CP del Gobierno, emitido el 16 de octubre de 2013.  
A finales de 2014, en el contexto de la asignación por parte de la Oficina de la Asamblea Nacional para lanzar un canal de televisión especializado en la Asamblea Nacional, la Voz de Vietnam propuso fusionar la Televisión Digital VTC con VOV para movilizar recursos destinados a la creación del canal de televisión de la Asamblea. Basándose en la gestión de la prensa nacional y la planificación de desarrollo hasta 2025, así como en la dirección de la Voz de Vietnam de convertirse en una agencia multimedia del Gobierno, el 2 de junio de 2015, la estación de televisión digital VTC se fusionó oficialmente con la Voz de Vietnam. Este paso marcó un nuevo desarrollo, ya que la estación pasó a formar parte de la agencia de prensa nacional.
A partir del 9 de junio de 2017, la estación de televisión digital VTC llevó a cabo pruebas de transmisión en ultra alta definición 4K en el estándar DVB-T2 en la capital, Hanói. A partir del 21 de junio del mismo año, VTC implementó la transmisión gratuita de una serie de programas producidos en conformidad con los estándares 4K en el sistema de televisión digital terrestre DVB-T2 en otras provincias y ciudades, como Hanói, Hai Phong, Thai Binh, Son La, Nghe An, Hanói, Tinh, Da Nang, Phu Quoc, Can Tho, Long An, Thanh Hoa y Binh Duong, junto con las provincias circundantes. Estos programas se transmitieron en el canal VTC HD1. El 30 de noviembre de 2017, VTC completó con éxito la primera fase de la hoja de ruta de transmisión de televisión en 4K en Vietnam, después de más de cinco meses de pruebas exitosas.
El 30 de octubre de 2020, VTC Radio y Vietnam Rindo Group Joint Stock Company presentaron oficialmente una línea de televisión llamada VTC Now Rindo. Este es el primer producto de televisión inteligente en Vietnam lanzado en cooperación entre una estación de televisión y una empresa de tecnología y electrónica. 

## Estructura organizativa

### Líderes de Taiwán
- Director : Sr. Tran Duc Thanh (desde 2019) [6]
- Subdirector :
  1. Sr. Nguyen Van Binh (desde 2007)
  2. Sr. Luong Minh Duc (desde 2020, ex director del canal VTC1) [7]
- Director a través de los tiempos
  1. Sr. Hoang Vinh Bao - Director de Televisión Digital VTC (2012 - 2014)
  2. Sr. Nguyen Thanh Lam - Director de Televisión Digital VTC (2014 - 2016)
  3. Sr. Nguyen Kim Trung - Director de Televisión Digital VTC (2016 - 2019)
  4. Sr. Tran Duc Thanh - Director de VTC Digital Television (2019 - presente)

### Unidades de contenido
1. Centro de Coordinación de Programas
2. Centro de contenidos digitales
3. Centro de tecnología de televisión
4. Noticias - Política - Canal General de Televisión (VTC1)
5. Canal de TV Ciencia - Tecnología y Vida (VTC2)
6. Canal de TV Cultura - Deportes - Entretenimiento (VTC3)
7. Canal de televisión de moda y vida (VTC4)
8. Canal de televisión de entretenimiento general (afiliado a SCTV ) (VTC5)
9. Información - Canal de Televisión de Entretenimiento para la región Norte (VTC6)
10. Información General - Canal de Televisión de Entretenimiento ( TodayTV ) (VTC7)
11. Información - Canal de Televisión de Entretenimiento de la Región Sur (VTC8)
12. Información - Canal de televisión de entretenimiento para todas las familias vietnamitas (VTC9)
13. Canal de televisión de cultura vietnamita (VTC10)
14. Canal de televisión infantil (VTC11)
15. Canal de televisión de entretenimiento general (VTC12)
16. Canal de televisión de música (VTC13)
17. Tiempo - Canal de TV Medio Ambiente y Vida (VTC14)
18. Canal de TV Agricultura - Rural - Agricultores (VTC16)
19. Periódico electrónico VTC News
20. Centro de Televisión Digital VTC en Da Nang
21. Centro de Televisión Digital VTC en la ciudad de Ho Chi Minh

### Unidades de asesoramiento
1. oficina administrativa general
2. Organización - Departamento de Recursos Humanos
3. División de Planificación Financiera

### Unidades de negocio y cooperación
1. Centro de publicidad
2. Centro de Cooperación - Vinculación
3. Centro de transmisión de radiodifusión

## canales de televisión
En la actualidad, VTC Digital Television brinda cobertura en todo el territorio de Vietnam y en el mundo a través de las infraestructuras de transmisión de radiodifusión más populares, como la televisión terrestre, la televisión digital por satélite, la televisión digital, la televisión por cable y la televisión por Internet. La estación opera un total de 15 canales de televisión, que incluyen producción propia y coproducción. Estos canales son: VTC1, VTC2, VTC3, VTC4, VTC5, VTC6, VTC7, VTC8, VTC9, VTC10, VTC11, VTC12, VTC13, VTC14, y VTC16.

### Problema financiero
Después de separarse de su empresa matriz, Vietnam Multimedia Corporation, VTC Digital Television se enfrentó a numerosas dificultades financieras, que alcanzaron su punto máximo a partir de 2018. Como resultado, a partir de 2019, la compañía acumuló una deuda de 15 mil millones de VND con el Seguro Social en Hanói, además de un retraso de tres meses en el pago de salarios de los empleados y otros gastos pendientes. Esta situación obligó a muchos empleados a dejar la estación en busca de otras oportunidades de trabajo. La difícil situación financiera de VTC se debió en parte a las deudas derivadas de la prestación de servicios de televisión pública. En julio de 2019, VTC Radio se encontraba endeudada y atrasada en los pagos, sin haber recibido fondos del presupuesto durante 18 meses para cubrir los costos de tres canales: VTC10, VTC14 y VTC16. El 12 de julio de 2019, la junta directiva de VTC Corporation propuso que el Ministerio de Información y Comunicaciones presentara al Primer Ministro una solicitud para transferir los activos de VTC Radio del Ministerio de Información y Comunicaciones y de VTC Corporation a la Voz de Vietnam (VOV). Esto incluyó la responsabilidad de recibir y cumplir con las obligaciones relacionadas con los activos transferidos, así como el pago de la deuda a VTC Corporation. Todos los planes establecidos en 2019 y 2020 por La Voz de Vietnam mencionan soluciones para abordar los problemas pendientes actuales de VTC.

## Logo
Desde las 0:00 del 1 de enero de 2018, la estación de televisión digital VTC adoptó una nueva identidad en todas sus actividades, que incluyen la transmisión, promoción, comunicación, publicación, impresión y distribución.

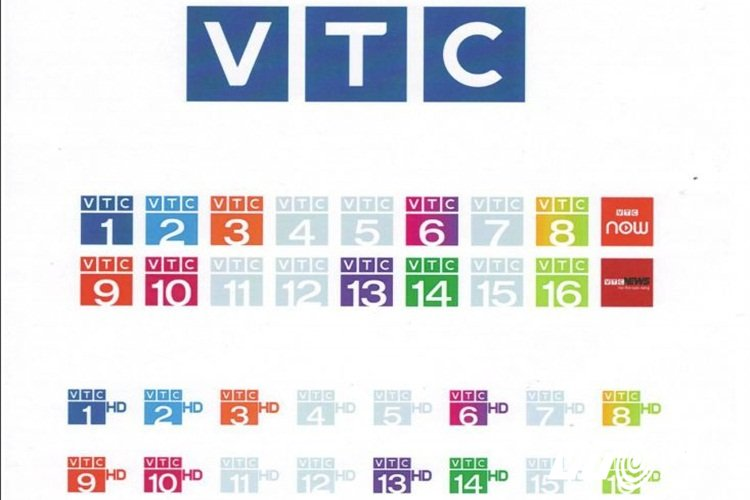
El nuevo modelo de identidad de marca de VTC

Basándose en el antiguo logotipo de VTC, el diseñador rectificó las formas inclinadas, las organizó de manera más ordenada y estandarizada, y corrigió la letra C enredada, creando tres formas simples para el nuevo logotipo, que corresponde al antiguo logotipo de VTC. Esto no solo aporta familiaridad al diseño general para evitar confundir a los espectadores con elementos extraños, sino que también refleja la filosofía de preservar y continuar los éxitos pasados mientras se adopta una nueva apariencia para prepararse para un nivel superior de desarrollo en el futuro. Al mismo tiempo, distingue el logotipo de VTC de VOV y el logotipo de la empresa VTC.
El nuevo logotipo de VTC consta de tres formas, que simbolizan tres pantallas y representan la riqueza y la diversidad del desarrollo que la televisión busca en el futuro. Este diseño anticipa las necesidades de los clientes y satisface activamente sus preferencias.
Los grupos de colores en el sistema de canales VTC representan claramente la orientación del contenido: los canales políticos se identifican con colores azules; los canales culturales y de entretenimiento se agrupan en rojo, amarillo, naranja y morado; y los canales con un enfoque en la cooperación con socios externos se asocian con el color blanco.
Con este cambio de identidad, VTC Radio establece una nueva dirección y un nuevo paso en su desarrollo como miembro de la Voz de Vietnam (VOV).